# Poecilotriccus pulchellus
Poecilotriccus pulchellus е вид птица от семейство Tyrannidae.

## Разпространение
Видът е разпространен в Перу.